# Oratorio delle Anime del Purgatorio
L'oratorio delle Anime del Purgatorio è una chiesa di Cagliari, ubicata in piazza San Giacomo, nel quartiere Villanova. La piccola chiesa è collocata tra la chiesa di San Giacomo e l'oratorio del Santissimo Crocifisso, sopra un'area anticamente occupata dal cimitero annesso alla parrocchiale.

## Storia e descrizione
L'oratorio delle Anime sorse tra il 1699 e il 1709 quale sede della Confraternita delle benedette anime del purgatorio, attiva dal 1695, anno della fondazione, fino al secondo dopoguerra. L'oratorio venne chiuso al culto in seguito allo scioglimento della confraternita. Attualmente viene usato per la celebrazione di riti battesimali e matrimoniali, inoltre è sede della maggior parte delle attività del Gruppo Giovani dell'adiacente Parrocchia di San Giacomo.
L'edificio presenta una facciata semplice, a terminale piatto, che riprende alcuni elementi dal prospetto dell'adiacente oratorio del Crocifisso. Vi si aprono due portali, sormontati da timpati curvi spezzati e da due aperture ottagonali. Nella parte superiore si apre un oculo. L'interno è a pianta rettangolare, a navata unica e volta a botte, dominato dall'altare barocco in marmi policromi, opera di Giovanni Battista Franco, realizzato tra il XVIII e il XIX secolo.